# ASB6
ASB6 (англ. Ankyrin repeat and SOCS box containing 6) – білок, який кодується однойменним геном, розташованим у людей на короткому плечі 9-ї хромосоми. Довжина поліпептидного ланцюга білка становить 421 амінокислот, а молекулярна маса — 47 136.
| 10         |  | 20         |  | 30         |  | 40         |  | 50         |
| ---------- |  | ---------- |  | ---------- |  | ---------- |  | ---------- |
| MPFLHGFRRI |  | IFEYQPLVDA |  | ILGSLGIQDP |  | ERQESLDRPS |  | YVASEESRIL |
| VLTELLERKA |  | HSPFYQEGVS |  | NALLKMAELG |  | LTRAADVLLR |  | HGANLNFEDP |
| VTYYTALHIA |  | VLRNQPDMVE |  | LLVHHGADVN |  | RRDRIHESSP |  | LDLASEEPER |
| LPCLQRLLDL |  | GADVNAADKH |  | GKTALLHALA |  | SSDGVQIHNT |  | ENIRLLLEGG |
| ADVKATTKDG |  | DTVFTCIIFL |  | LGETVGGDKE |  | EAQMINRFCF |  | QVTRLLLAHG |
| ADPSECPAHE |  | SLTHICLKSF |  | KLHFPLLRFL |  | LESGAAYNCS |  | LHGASCWSGF |
| HIIFERLCSH |  | PGCTEDESHA |  | DLLRKAETVL |  | DLMVTNSQKL |  | QLPENFDIHP |
| VGSLAEKIQA |  | LHFSLRQLES |  | YPPPLKHLCR |  | VAIRLYLQPW |  | PVDVKVKALP |
| LPDRLKWYLL |  | SEHSGSVEDD |  | I          |  |            |  |            |

A: Аланін

C: Цистеїн

D: Аспарагінова кислота

E: Глутамінова кислота

F: Фенілаланін

G: Гліцин

H: Гістидин

I: Ізолейцин

K: Лізин

L: Лейцин

M: Метіонін

N: Аспарагін

P: Пролін

Q: Глутамін

R: Аргінін

S: Серин

T: Треонін

V: Валін

W: Триптофан

Задіяний у таких біологічних процесах, як убіквітинування білків, альтернативний сплайсинг. 
Локалізований у цитоплазмі.